# Khosrau I

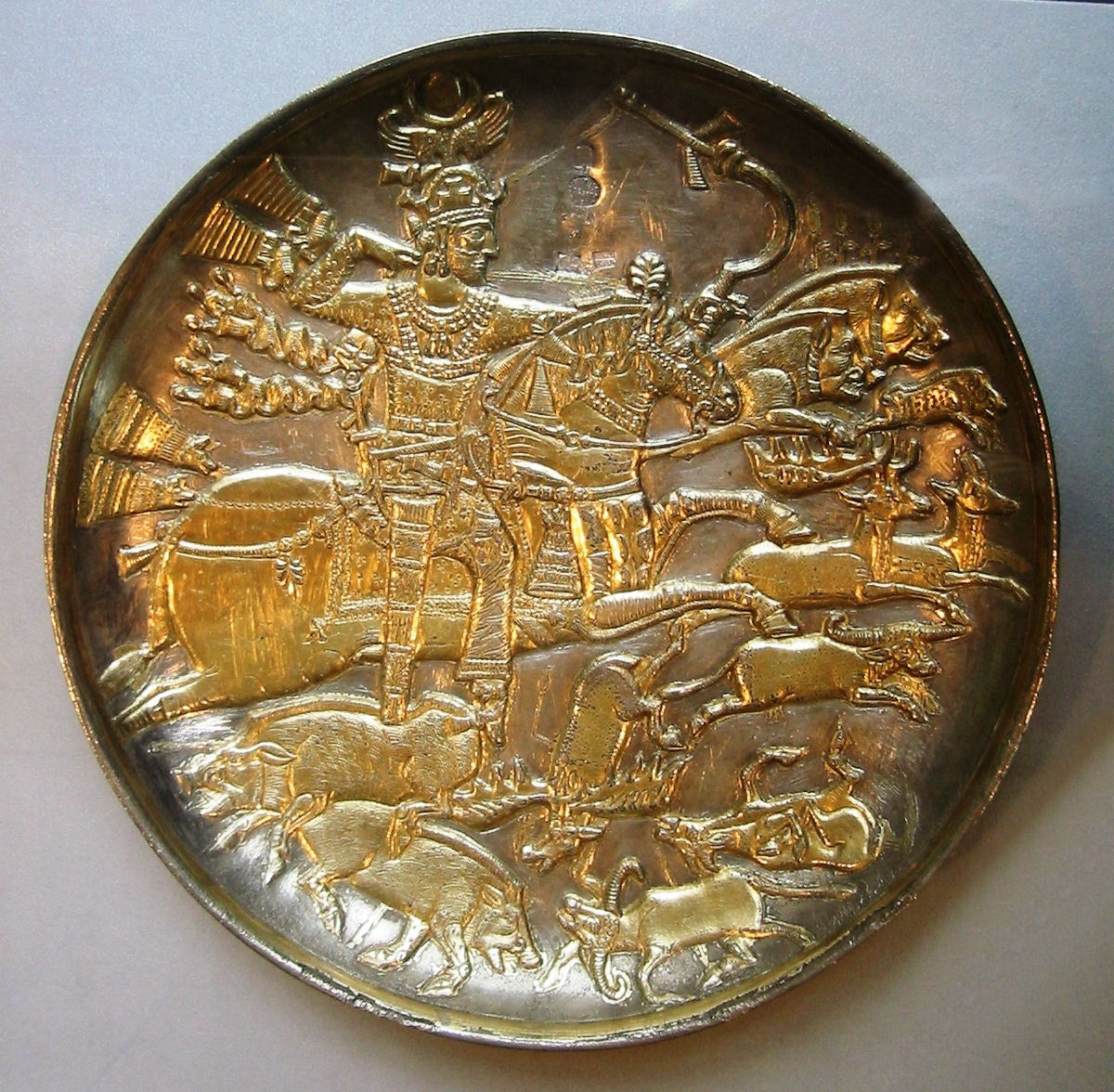
Cảnh Khosrau I đi săn

Khosrau I (hay Chosroes I, Khosrow I, cũng được biết tới như Anushiravan Công bằng) là người con yêu quý và người kế vị của Kavadh I (488-531), và là vị hoàng đế thứ 20 của nhà Sassanid ở Đế quốc Ba Tư, trị vì từ năm 531 đến 579.
Khosrau I là vị vua Sassanid được ca tụng nhiều nhất. Ông nổi tiếng với một loạt cải cách về hệ thống thương mại cũng như thuế má, làm cho đế quốc trở nên hưng thịnh và quốc khố đầy ắp. Ông phát triển một đội quân với các hiệp sĩ được triều đình chi trả và trang bị, đội quân này trung thành với đức vua hơn là với các lãnh chúa địa phương.
Triều đại của ông chứng kiến sự lớn mạnh của các lãnh chúa, những người đóng vai trò lớn trong việc trị vì các tỉnh lị và hệ thống thuế. Khosrau cũng là một nhà xây dựng công trình vĩ đại, ông đã trang hoàng thủ đô Ctesiphon của mình, và lập ra nhiều thành phố mới. Ông cũng cho xây dựng lại các kênh đào và kho bãi bị phá hủy trong chiến tranh. Ông coi trọng việc củng cố biên giới và thường hợp tác với các bộ lạc để chống ngoại xâm.
Đối với tôn giáo, Khosrau I cũng khoan dung, vì bản thân con trai ông cũng là một tín đồ Công giáo. Ông trị vì được 48 năm, và được xem là một trong những vị hoàng đế vĩ đại nhất của Ba Tư.

## Chinh phạt

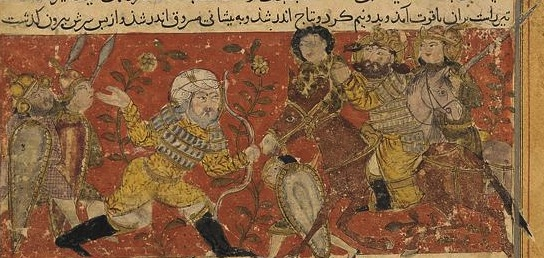
Tướng Wahraz của quân Ba Tư giết chết vua Askum là Masruq ibn Abraha bằng tên, bức vẽ được trích ra trong trong cuốn biên niên sử (Tarikhnama) của Balami.

Để lấy được hòa bình với đế quốc Ba Tư, hoàng đế La Mã là Justinian I đã trả cho hoàng đế Khosrau I của Ba Tư 400.000 đồng tiền vàng nhưng vào năm 540, Khosrau vẫn đem quân xâm lược Syria. Năm 565, Justin II (565-578) lên ngôi hoàng đế Byzantine để kế vị Justinian I. Ông kiên quyết chặn đứng quân Ả Rập đang quấy phá ở Syria. Lúc đó, có cuộc nổi loạn ở Armenia, và Justin II lợi dụng cuộc nổi loạn này để ngưng việc trả tiền cho Khosrau trong việc phòng thủ Kavkaz. Người Armenia đã hân hoan chào đón đồng minh La Mã và gửi quân tới tấn công Nisibis năm 572. Tuy nhiên, do các tướng La Mã có sự bất đồng, cuộc tấn công không được hưởng ứng, ngoài ra, nó còn làm cho quân Armenia bị quân Sassanid của Khosrau vây hãm và đánh bại ở Daras. Cuộc nổi loạn của người Armenia đã bị dập tắt.
Năm 570, có Mard-Karib, một người anh/em trai cùng cha khác mẹ của vua Yemen nhờ Khosrau I can thiệp. Khosrau nhận lời, ông bèn sai tướng Vahriz kéo một đạo quân Ba Tư đến tấn công vào kinh thành Yemen là San'a'l. Con trai của Mard-Karib là Saif được đưa lên ngôi vua Yemen. Nhờ vậy, Sassanid đã kiểm soát được giao thương trên biển với phương Đông. Sau đó, có một vương quốc ở vùng phía Nam nước Ả Rập tên là vương quốc Himyar chống lại Sassanid. Năm 598, Sassanid dưới sự lãnh đạo của Khosrau I động binh tấn công vương quốc đó, và biến nó thành một tỉnh của đế quốc Ba Tư cho đến tận thời của cháu nội ông, Khosrau II (590-628)

## Chú giải
1. ↑  Trang Web của Đại sứ quán Iran[liên kết hỏng]